# Drown (пісня)
«Drown» — сингл британського рок-гурту Bring Me the Horizon, випущений 21 жовтня 2014 року.

## Про пісню
Оголошення про реліз пісні відбулося 13 жовтня 2014 року через офіційні сторінки в соціальних мережах групи. Проте для фанатів гурту стався "сюрприз", через помилку Epitaph Records 21 жовтня пісня просочилася на Youtube. Офіційна прем'єра відбулася в той же день на BBC Radio 1 одразу після інтерв'ю Олівера Сайкса на тому ж радіо.
Було одразу зазначено, що "Drown" не увійде в жоден альбом. 7 грудня "Drown" з'явився на Itunes.

## Критика
"Drown" привернув увагу нових фанатів і критиків альтернативного року, але в той же час половину фанатів обурив новий стиль групи порівняно з ранішими стилями металкором, або дезкором.

## Відеокліп
Кліп знімався в невеликій кімнаті психлікарні, де все було в білих покривалах, а учасники групи вбрані в білі костюми. Весь кліп, як і учасники групи, був під стилістику The Beatles. У кліпі група
грала перед аудиторією душевно хворих людей. У середині кліпу в барабанщика групи Метта Ніколса "вселяється диявол": музикант захворює на сказ, обростає шерстю й накидається на піаніста групи Джордан Фіша. Після десятисекундної тиші він опиняється на підлозі перед священиком і черницями, які молитвами повернули його до колишнього стану. Кліп вийшов 21 жовтня 2014 року і побив рекорди популярності у групи. За першу добу кліп набрав більше одного мільйона переглядів, згодом — понад 14,1 млн. переглядів.

## Рейтинги в чартах
| Чарт (2014)                               | Найвища позиція |
| ----------------------------------------- | --------------- |
| Австралія (ARIA)                          | 27              |
| Австрія (Ö3 Austria Top 75)               | 63              |
| Бельгія (Ultratop Flanders)               | 43              |
| Німеччина (Media Control AG)              | 90              |
| Угорщина (Single Top 40)                  | 38              |
| Велика Британія (Official Charts Company) | 17              |